# 尼康D40
尼康D40（Nikon D40）是市面上最为便宜的由尼康生产的入门级单反相机， 该机于2006年11月16日发布。出于节约成本的考虑，一些尼康 D50具有的特性被简化，如首次取消了機身驅動鏡頭對焦馬達及機頂LCD參數顯示屏，這也是尼康日後的入門單反（如D60、D3000系列及D5000系列）的機身設計概念。套机的价格为500美元左右(包含镜头AF-s DX 18-55mm F/3.5-5.6G ED II)。2007年3月6日, D40x发布，像素由D40的600万提升为1000万。
D40的市场定位很特殊。它的价格和特性都低于市面上竞争对手的同类产品，如佳能EOS 400D/Digital Rebel XTi，Pentax K110D, Olympus E-400,但是相对其它非单反数码相机它的价格非常的有竞争力。伴随D40的问世，一款新的配套镜头AF-S DX Zoom-Nikkor 18-55mm f/3.5-5.6G ED II和一款小型外置闪光灯，具备i-TTL特性的SB-400(闪光指数21)也于同时发布。

## 与D50的区别
改进
- 尺寸更大（對角2.5英寸），具有更高分辨率的显示屏
- 更高的感光度（由原本的ISO 1600提升到ISO 3200）
- 機身本體重量更轻，体积更小。
- 增添机内图像处理功能，包含D-Lighting（自動動態範圍亮度補償）、红眼校正、裁切、单色设置、滤镜、缩略图等。
- 可依照用戶需求設定實際功能的Func按钮。
- 可顯示三色RGB直方图（相對於原本的单色（照度）直方图）。

简化
- 用于驱动AF镜头的機身內對焦马达被取消，轉而仰賴鏡頭內的對焦馬達來驅動鏡組。因此在D40上，只有AF-S和AF-I（Internal Focus Motor）的鏡頭款式可以自动对焦。
- 3个对焦点（D50为5个）。
- 机顶LCD被取消，拍摄参数由机背显示屏显示。
- 直接调节影像檔案格式大小、白平衡和感光度的功能被取消。